# Pieczew
Pieczew – wieś w Polsce położona w województwie łódzkim, w powiecie łęczyckim, w gminie Grabów.
Najstarsza wzmianka o Pieczewie pochodzi z 1242 roku. Wieś arcybiskupstwa gnieźnieńskiego Pieczewo, położona w powiecie łęczyckim województwa łęczyckiego w końcu XVI wieku. W latach 1975–1998 miejscowość administracyjnie należała do województwa konińskiego.
Według danych z 2011 roku, liczba mieszkańców w tym czasie wynosiła 107. 
W Pieczewie znajduje się jednostka Ochotniczej Straży Pożarnej.  

## Zabytki
Według rejestru zabytków Narodowego Instytutu Dziedzictwa na listę zabytków wpisany jest obiekt:
- Kościół parafialny pw. św. Stanisława Biskupa, drewn., 1747, 1898-99, nr rej.: 527 z 9.08.1967 - jest budynkiem jednonawowym z prostokątnym, węższym prezbiterium. Nad dwuspadowym dachem wznosi się wieżyczka na sygnaturkę. Wewnątrz ma płaski strop. Wewnątrz świątyni znajduje się późnobarokowy ołtarz główny z obrazem Matki Boskiej z Dzieciątkiem w sukience z XVIII wieku, dwa boczne ołtarze barokowe z drugiej połowy XVIII wieku, rokokowe ławki i ambona oraz drewniana chrzcielnica z pierwszej połowy XIX wieku[4].